# Торский, Владимир Фёдорович
Владимир Фёдорович Торский (настоящая фамилия Иоралов; 12 (24) апреля 1888, Екатеринодар или Москва — 1978, Москва) — советский актёр и режиссёр. Заслуженный артист РСФСР (1934).

## Биография
Родился в Екатеринодаре в дворянской семье. Учился в Лазаревском институте восточных языков и на юридическом факультете МГУ. Учителями в актёрской профессии были О. В. Гзовская, М. М. Климов, Н. Н. Синельников. В 1909—1914 годах служил актёром в Театре Корша, далее до революции — в различных провинциальных театрах. С 1918 года совмещал актёрскую деятельность с режиссурой. В первой половине 1920-х годов был участником различных театральных проектов в Москве, в частности главным режиссёром летнего театра в Зоологическом саду, где играли П. И. Леонтьев, Е. О. Любимов-Ланской, Д. Н. Журавлёв, Е. Н. Гоголева и др. Последняя в своих воспоминаниях рассказывала о подготовке роли герцога Рейхштадтского (ставшей любимой ролью актрисы) в спектакле по пьесе «Орлёнок» Э. Ростана: «Владимир Федорович действительно добросовестно занимался со мной. Часто я, чуть не плача от отчаяния, бросала роль, но Торский убеждением или строгостью заставлял снова и снова браться за чудесные монологи…»
В 1924—1925 годах работал в Ростовском театре драмы. В 1925 году вместе частью труппы бывшего Театра Корша перебрался в Сибирь, где вместе с антрепренёром и театральным администратором М. М. Шлуглейтом создал театр СибКорша (работавший в Красноярске и Иркутске). После разделения труппы театра СибКорша стал главным режиссером и художественным руководителем 2-го Западно-Сибирского театра (в сезоне 1931/32 театр работал в Омске, в следующем сезоне — в Томске). В 1931 году Торский окончил режиссёрские курсы Наркомпроса. С 1933 года театр окончательно обосновался в Омске и сменил название, став Западно-Сибирским государственным синтетическим театром. Идеи синтетического искусства Торский считал наиболее подходящими для реализации задач советского театра и начал их последовательное внедрение в новом театре. Помимо драматических спектаклей в репертуаре появились музыкальные комедии и оперетты, в труппу были приглашены актёры-вокалисты и артисты балета, был создан оркестр, открылось театральное училище. Каждый день проводились занятия ритмикой, пластикой, пением и речью. Кроме того, Торский публиковал в местной прессе статьи о принципах синтетического театра и выбранном репертуаре. Однако с начала 1935 года работа театра стала подвергаться критике, первоначально выразившейся в серии статей местного журналиста и театроведа Б. Ф. Леонова, причём она касалась как отдельных спектаклей, так и идеи синтетического театра в целом, а сам Торский был обвинён в формализме (к формалистическим были причислены постановки «Патетической сонаты» Николая Кулиша и «Принцессы Турандот» Карло Гоцци). 1 сентября 1935 года театр был переименован в Омский областной театр. С сезона 1936/37 года театр окончательно отказался от синтетических принципов: в репертуаре сохранились только драматические спектакли, были упразднены хор и оркестр.
В 1937 году покинул омский театр, до войны работал в нескольких театрах в разных городах страны. В 1941—1944 годах возглавлял Сталинский городской драматический театр, в этот период располагавшийся в Ленинске-Кузнецком. В 1945—1948 годах был художественным руководителем и директором Калужского областного драматического театра. После этого был главным режиссёром кишинёвского Русского драматического театра. С 1952 года — актёр и режиссер Московской филармонии. В последние годы жизни входил в состав историко-мемуарной комиссии Всероссийского театрального общества, а также возглавлял общественный комитет московского Дома ветеранов сцены.

## Фильмография
- 1955 Костёр бессмертия[укр.] (учёный)
- 1939 Огненные годы (ксендз)
- 1917 Я так хотел (эпизод)
- 1914 Женщина захочет — чёрта обморочит (Людвиг)
- 1913 Один насладился, другой расплатился (Вово)